# ییندریخ اسووبودا
ییندریخ اسووبودا (چکی: Jindřich Svoboda؛ زادهٔ ۱۴ سپتامبر ۱۹۵۲) بازیکن فوتبال اهل چکسلواکی بود.
از باشگاه‌هایی که در آن بازی کرده‌است می‌توان به باشگاه فوتبال فاستاو زلین و باشگاه فوتبال زبرویوفکا برنو اشاره کرد.
وی به‌همراه تیم ملی فوتبال چکسلواکی به مقام قهرمانی بازی‌های المپیک تابستانی ۱۹۸۰ رسیده‌است.